# سیارک ۴۹۷۸
سیارک ۴۹۷۸ (به انگلیسی: 4978 Seitz، نامگذاری:4069T-2) چهار هزار و نهصد و هفتاد و هشتمین سیارک کشف شده‌است که در ۲۹ سپتامبر ۱۹۷۳ کشف شد.
قدر مطلق سیارک برابر ۱۳٫۲۰ است.